# Get Up, Get into It, Get Involved
Get Up, Get into It, Get Involved è un brano musicale funk eseguito da James Brown. Venne pubblicato in due parti su singolo nel 1970 dalla King Records e raggiunse la quarta posizione della classifica R&B e la numero 34 nella classifica Billboard Hot 100 negli Stati Uniti. Il pezzo include cori di sottofondo da parte di Bobby Byrd, che divide i crediti di composizione della canzone con Brown e Ron Lenhoff. Si tratta di una delle molte canzoni di Brown del periodo che contengono un forte messaggio sociale.
Successivamente Get Up, Get into It, Get Involved venne inclusa nella raccolta In the Jungle Groove (1986). Esecuzioni dal vivo della canzone appaiono negli album Revolution of the Mind (1971) e Love Power Peace (1992; registrato nel 1971).

## Tracce
1. Get Up, Get into It, Get Involved (Part 1) - 3:32
2. Get Up, Get into It, Get Involved (Part 2) - 3:34

## Campionamenti del brano da parte di altri artisti
Molto influente in ambito hip hop, il pezzo è stato campionato da diversi artisti rap:
- Big Daddy Kane – Set It Off (1988)
- BDP – South Bronx (1987)
- Full Force – Ain't My Type of Hype (1990)
- MC Shan – Juice Crew Law
- Public Enemy – Brothers Gonna Work It Out (1990) e Can't Truss It (1991)
- Technotronic – Get Up! (Before the Night Is Over) (1990)

## Formazione
- James Brown: voce
- Clyde Stubblefield: batteria, percussioni
- Catfish Collins: chitarra elettrica
- Bobby Byrd: cori di sottofondo[4][5]